# 2017 BTS Live Trilogy Episode III: The Wings Tour
2017 BTS Live Trilogy Episode III: The Wings Tour war die zweite Welttournee der südkoreanischen Boygroup BTS. Sie begann am 18. Februar 2017 und endete im Dezember in Seoul. Die Tournee wurde von über 500.000 Menschen besucht.

## Hintergrund
Im November 2016 lud BTS auf ihrem YouTube-Kanal einen Trailer für die Tour hoch. Im Dezember wurden Konzerte in Nord- und Südamerika angekündigt.
Tickets für die Konzerte in den USA waren in wenigen Tagen ausverkauft. Aufgrund der hohen Nachfrage wurden zwei weitere Konzerte in Anaheim und Newark angekündigt. Über 60.000 Menschen besuchten die Konzerte in Chicago, Anaheim und Newark. Sie konnten über 44.000 Karten in Südamerika verkaufen.
Im Juli wurde das letzte Konzert in Seouls Gocheok Sky Dome angekündigt.

## Setlist
| Setlist in Seoul |
| --- |
| Setlist Not Today Am I Wrong Silver Spoon Dope Begin Lie First Love Lost Save Me I Need U Reflection Stigma MAMA Awake BTS Cypher Pt. 4 Fire N.O No More Dream Boy In Luv Danger Run War of Hormone 21st Century Girl Intro: Boy Meets Evil Blood Sweat & Tears Encore Outro: Wings 2! 3! (Still Wishing For Better Days) Spring Day" |

## Konzerte
| Datum             | Stadt             | Land               | Arena                            | Besucherzahl |
| Asien             | Asien             | Asien              | Asien                            | Asien        |
| ----------------- | ----------------- | ------------------ | -------------------------------- | ------------ |
| 18. Februar 2017  | Seoul             | Südkorea           | Gocheok Sky Dome                 | 40.000       |
| 19. Februar 2017  | Seoul             | Südkorea           | Gocheok Sky Dome                 | 40.000       |
| Südamerika        |                   |                    |                                  |              |
| 11. März 2017     | Santiago de Chile | Chile              | Movistar Arena                   | 44.000       |
| 12. März 2017     | Santiago de Chile | Chile              | Movistar Arena                   | 44.000       |
| 19. März 2017     | São Paulo         | Brasilien          | Citibank Hall                    | 44.000       |
| 20. März 2017     | São Paulo         | Brasilien          | Citibank Hall                    | 44.000       |
| Nordamerika       |                   |                    |                                  |              |
| 23. März 2017     | Newark            | Vereinigte Staaten | Prudential Center                | 60.000       |
| 24. März 2017     | Newark            | Vereinigte Staaten | Prudential Center                | 60.000       |
| 29. März 2017     | Rosemont          | Vereinigte Staaten | Allstate Arena                   | 60.000       |
| 1. April 2017     | Anaheim           | Vereinigte Staaten | Honda Center                     | 60.000       |
| 2. April 2017     | Anaheim           | Vereinigte Staaten | Honda Center                     | 60.000       |
| Asien             |                   |                    |                                  |              |
| 22. April 2017    | Bangkok           | Thailand           | IMPACT Arena                     | 90.000       |
| 23. April 2017    | Bangkok           | Thailand           | IMPACT Arena                     | 90.000       |
| 29. April 2017    | Jakarta           | Indonesien         | Indonesia Convention Exhibition  | 90.000       |
| 6. Mai 2017       | Manila            | Philippinen        | Mall of Asia Arena               | 90.000       |
| 7. Mai 2017       | Manila            | Philippinen        | Mall of Asia Arena               | 90.000       |
| 13. Mai 2017      | Hongkong          | Hongkong           | AsiaWorld-Expo                   | 90.000       |
| 14. Mai 2017      | Hongkong          | Hongkong           | AsiaWorld-Expo                   | 90.000       |
| Ozeanien          |                   |                    |                                  | 90.000       |
| 26. Mai 2017      | Sydney            | Australien         | Qudos Bank Arena                 | 90.000       |
| Asien             |                   |                    |                                  |              |
| 30. Mai 2017      | Osaka             | Japan              | Ōsaka-jō Hall                    | 145.000      |
| 31. Mai 2017      | Osaka             | Japan              | Ōsaka-jō Hall                    | 145.000      |
| 1. Juni 2017      | Osaka             | Japan              | Ōsaka-jō Hall                    | 145.000      |
| 7. Juni 2017      | Hiroshima         | Japan              | Hiroshima Green Arena            | 145.000      |
| 14. Juni 2017     | Nagoya            | Japan              | Nippon Gaishi Hall               | 145.000      |
| 15. Juni 2017     | Nagoya            | Japan              | Nippon Gaishi Hall               | 145.000      |
| 20. Juni 2017     | Saitama           | Japan              | Saitama Super Arena              | 145.000      |
| 21. Juni 2017     | Saitama           | Japan              | Saitama Super Arena              | 145.000      |
| 22. Juni 2017     | Saitama           | Japan              | Saitama Super Arena              | 145.000      |
| 24. Juni 2017     | Fukuoka           | Japan              | Marine Messe Fukuoka             | 145.000      |
| 25. Juni 2017     | Fukuoka           | Japan              | Marine Messe Fukuoka             | 145.000      |
| 1. Juli 2017      | Sapporo           | Japan              | Makomanai-Hallenstadion          | 145.000      |
| 2. Juli 2017      | Sapporo           | Japan              | Makomanai-Hallenstadion          | 145.000      |
| 14. Oktober 2017  | Osaka             | Japan              | Kyocera Dome                     | 80,000       |
| 15. Oktober 2017  | Osaka             | Japan              | Kyocera Dome                     | 80,000       |
| 21. Oktober 2017  | Taipeh            | Taiwan             | National Taiwan Sport University | —            |
| 22. Oktober 2017  | Taipeh            | Taiwan             | National Taiwan Sport University | —            |
| 4. Dezember 2017  | Cotai             | Macau              | Cotai Arena                      | —            |
| 8. Dezember 2017  | Seoul             | Südkorea           | Gocheok Sky Dome                 | 60.000       |
| 9. Dezember 2017  | Seoul             | Südkorea           | Gocheok Sky Dome                 | 60.000       |
| 10. Dezember 2017 | Seoul             | Südkorea           | Gocheok Sky Dome                 | 60.000       |
| Total             | Total             | Total              | Total                            | 550.000      |